# Super Baseball 2020
Super Baseball 2020 (２０２０年スーパーベースボール?, 2020-Nen Sūpā Bēsubōru) è un videogioco arcade di baseball futuristico sviluppato da SNK in collaborazione con Pallas, pubblicato nel 1991 per Neo Geo dalla stessa SNK. Venne convertito per i seguenti sistemi: Neo Geo CD, SNES e Sega Mega Drive.

## Modalità di gioco
Super Baseball 2020 è simile a una partita di baseball convenzionale, ma con diverse modifiche "futuristiche". Il titolo include personaggi maschili e femminili, oltre a robot. Tutti e tre i tipi di giocatori hanno le stesse abilità di base e variano solo in base ai loro punti di forza personali. I giocatori umani possono perdere i loro potenziamenti se sovraccarichi di lavoro, mentre quelli robot possono esplodere. Questo accade se il giocatore li fa tuffare costantemente per prendere una palla, correre basi extra o persino se vengono colpiti da un lancio. Alcuni robot, in particolare i lanciatori, si esauriscono naturalmente con il progredire della partita, perdendo tutte le loro abilità, sia offensive che difensive. Quando ciò accade, il giocatore può potenziarli o sostituirli con qualcun altro nel roster. I giocatori umani non esplodono, ma i lanciatori umani possono stancarsi e lanciare la palla molto lentamente. Questo può essere risolto con un potenziamento o (come nel baseball vero) passando a un lanciatore di rilievo.
Durante la partita, il giocatore può guadagnare denaro virtuale facendo determinate cose, che vanno dal lanciare uno strike (100 $) al realizzare un grand slam (10.000 $). Egli guadagna altri soldi sia in difesa che in attacco, e il denaro guadagnato viene salvato per essere utilizzato in qualsiasi momento durante la sessione (ma il denaro non viene trasferito nelle partite successive). Il denaro può anche essere detratto, ad esempio subendo uno strike (in attacco) o colpendo un battitore con un lancio (in difesa). In qualsiasi momento del gioco, il giocatore può metterlo in pausa con il pulsante D e spendere denaro per potenziare i giocatori. Per i giocatori umani, il giocatore può potenziare tre diverse abilità: battuta, difesa e lancio. Migliorare la potenza di battuta permetterà al personaggio del giocatore di colpire la palla più lontano; la potenza di difesa permetterà loro di correre e lanciare la palla più velocemente in difesa, e i potenziamenti del lancio (utilizzati solo per i lanciatori) permetteranno a un giocatore di lanciare la palla più velocemente e con maggiore precisione. I robot possono essere potenziati solo in robot più potenti, che ne potenziano tutti gli attributi; anche i giocatori umani possono essere trasformati in robot.
Oltre ai personaggi futuristici, il campo è stato rinnovato e riprogettato. In Super Baseball 2020 è presente un solo stadio, noto come Cyber Egg Stadium. Una palla che supera la recinzione del campo esterno non è più un fuoricampo, a meno che non venga colpita direttamente oltre la recinzione del campo centrale. Il motivo per cui la zona dei fuoricampo è stata ridotta è che i battitori sono molto più potenti e hanno la capacità di colpire la palla a distanze enormi. Solo i battitori più potenti possono avere la precisione e la forza necessarie per colpire la palla abbastanza lontano da ottenere un fuoricampo. Le altre aree delle tribune del campo esterno sono coperte da un vetro protettivo che fa rimbalzare la palla e la riporta in gioco sul campo. Anche la zona foul è stata ridotta. Ora è più corta e comprende solo l'area direttamente dietro la prima base fino alla terza base. I battitori più deboli possono spesso ottenere una valida colpendo la palla in anticipo o in ritardo, facendola entrare di poco nella zona valida in quella che altrimenti sarebbe la zona foul nel baseball normale.
Anche altre caratteristiche sono presenti sul campo. Le zone di stop sono presenti appena oltre il campo, dietro la prima e la terza base. Se la palla tocca questi punti rettangolari, si ferma di colpo. Tuttavia, le zone di stop sono piccole e la palla può spesso rimbalzare oltre di esse senza fermarsi. Vicino alla recinzione ci sono zone di salto, in cui un giocatore ottiene un'altezza di salto extra per catturare una palla che altrimenti andrebbe oltre la recinzione. Le zone di salto sono posizionate lungo tutta la recinzione dello stadio. Inoltre, dopo alcuni inning, vengono posizionati sul campo dei "cracker". I cracker sono mine terrestri che lanciano il giocatore in aria quando vengono calpestati, ritardando il tempo del giocatore per effettuare un'azione.
La partita per modalità singola si svolge come una stagione di quindici partite. Il giocatore sceglie una squadra da entrambe le leghe e gioca tre partite contro ciascuna delle altre cinque squadre della lega. Se il giocatore si classifica al primo posto alla fine della stagione, accede alla partita delle Super Baseball 2020 World Series contro il campione dell'altra lega. La partita a due giocatori è un singolo incontro contro un altro giocatore. I giocatori devono scegliere una lega e scegliere squadre della stessa lega.

## Accoglienza
In Giappone, la rivista Game Machine elencò Super Baseball 2020 nel numero del 1º novembre 1991 come la nona unità arcade di maggior successo del mese. Allo stesso modo, RePlay ha riferito che era il terzo gioco più popolare in Nord America.
Al suo rilascio, Famitsū ha assegnato alla versione Neo Geo il punteggio di 24 su 40. In una recensione retrospettiva, il redattore di AllGame Kyle Knight lo ha descritto come "molto divertente da giocare e un'interpretazione rinfrescante del gioco del baseball".